# Єнський вазописець

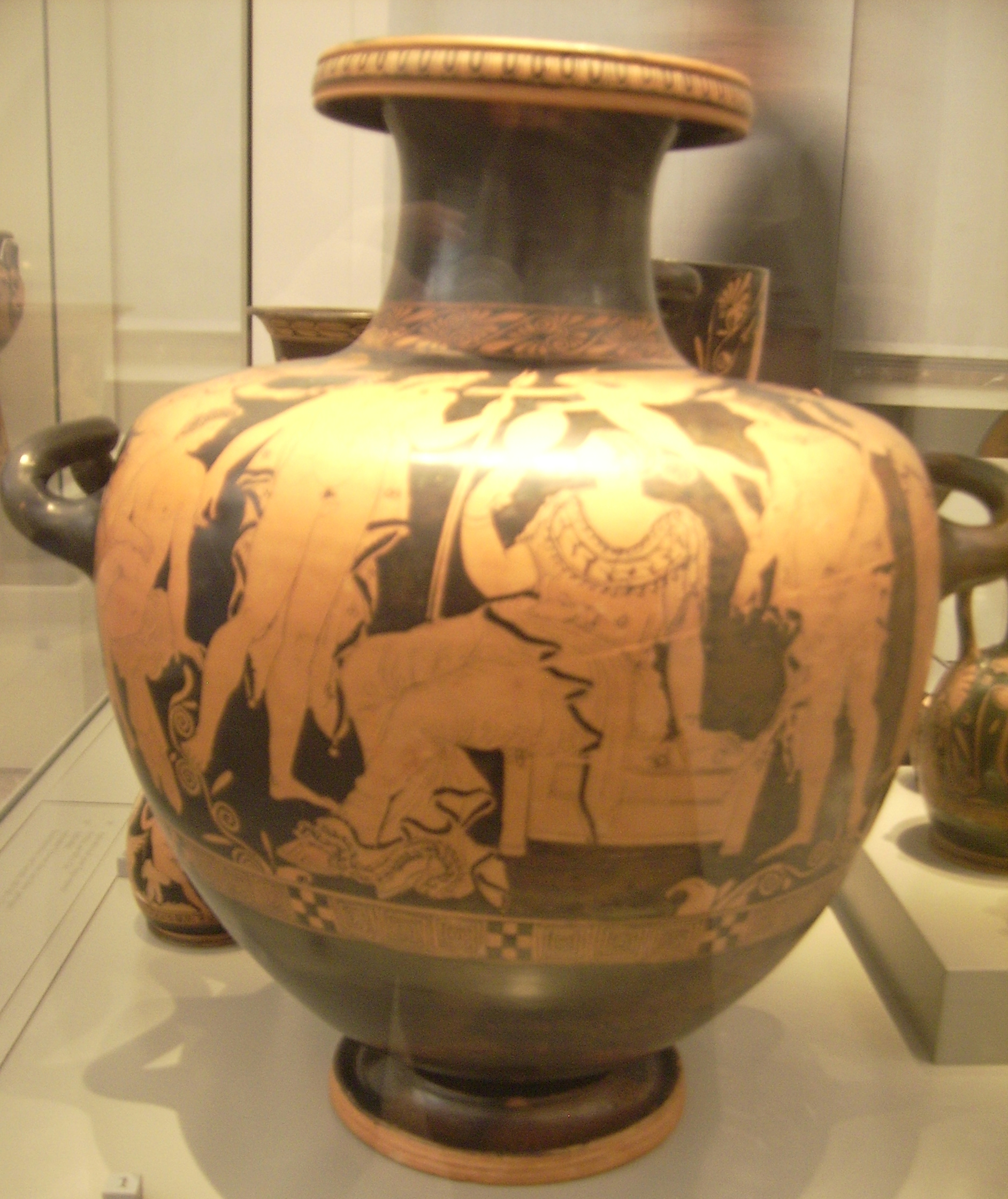
Гідрія Паріс та Єлена, Єнський вазописець, Берлінське античне зібрання

Єнський вазописець — анонімний давньогрецький вазописець, працював в Афінах близько 400 до н. е. Йому належать здебільшого кілікси у техніці червонофігурного вазопису.
Його стилістична і хронологічна позиція вперше була визначена дослідником класичної археології Джоном Д. Бізлі. Бізлі ж обрали для нього й умовну назву Єнський вазописець, оскільки переважна частина збережених творів вазописця перебувають у володінні Університету Єни. Хоча 91 ваза авторства Єнського вазописця (більшість відомих робіт) виявлені в 1892 році в Керамікосі — кварталі гончарів Стародавніх Афінах. Вази Єнського вазописця експортувалися далеко за межі Афін, наприклад, в Етрурію та Північну Африку.
Дослідники вважають, що Єнський вазописець мав двох помічників, роботи яких позначаються як В-стиль та C-стиль відповідно. Єнський вазописець виконував центральні фігури, а помічник В-стилю — зовнішнє оздоблення. Робота помічника С-стилю відома тільки за одним скіфосом та фрагментом вази. На відміну від своїх помічників, Єнський вазописець володів власним прекрасним стилем та технікою ретельного промальовування фігур.
Дослідники також вважають, що в одній майстерні із Єнським вазописцем працювали Вазописець Q та Вазописець Діомеда.